# Micrurus diastema
Micrurus diastema là một loài rắn trong họ Rắn hổ. Loài này được Duméril, Bibron & Duméril mô tả khoa học đầu tiên năm 1854.

## Hình ảnh

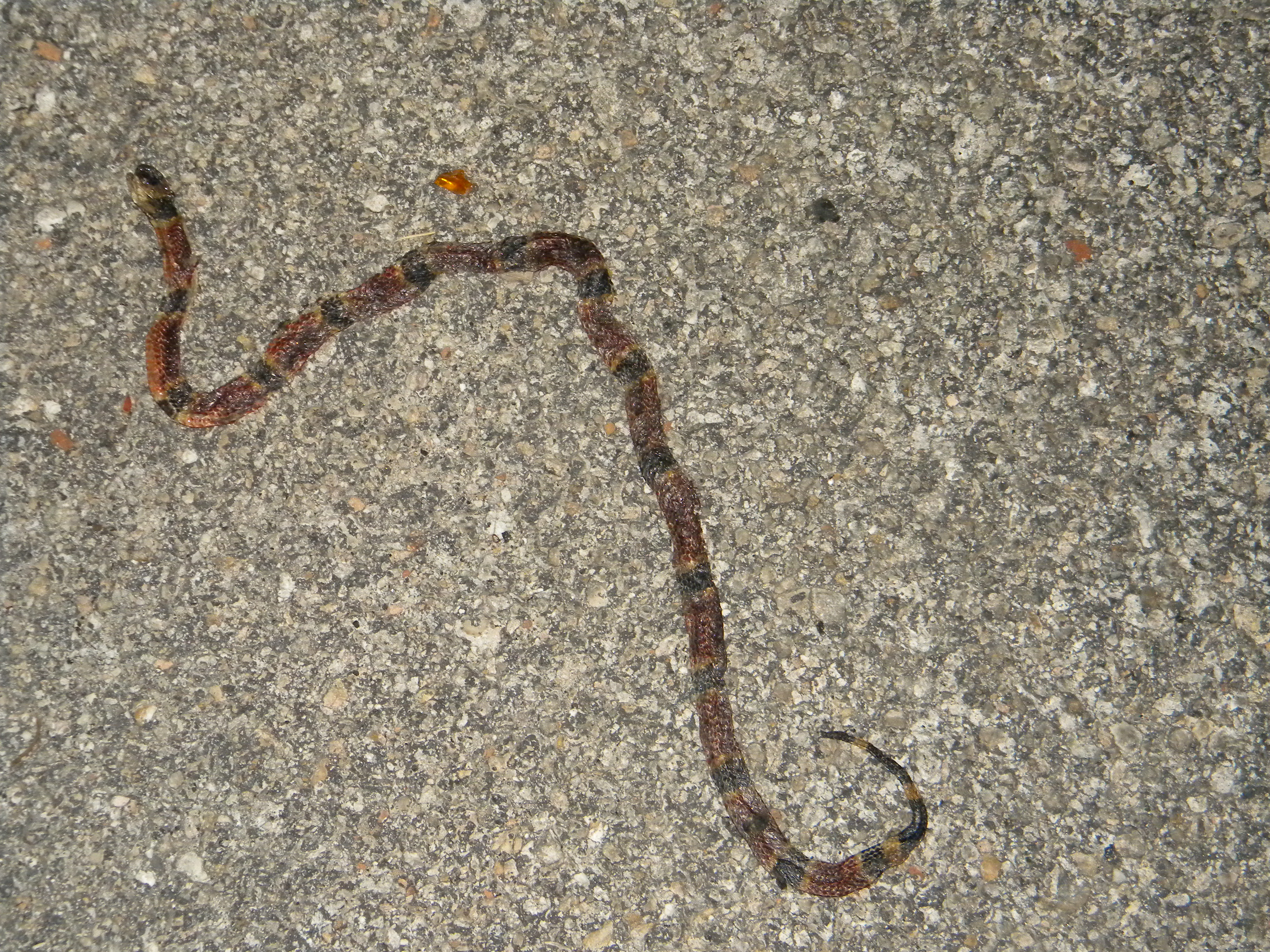